# باتريك فاليري
باتريك فاليري (بالفرنسية: Patrick Valéry)‏ هو لاعب كرة قدم فرنسي في مركز الدفاع، ولد في 3 يوليو 1969 في برينيول في فرنسا. لعب مع أريس تسالونيكي وبلاكبيرن روفرز ونادي باستيا ونادي تولوز ونادي موناكو.

## وصلات خارجية
- باتريك فاليري على موقع رابطة كرة القدم الفرنسية للمحترفين (الإنجليزية)
- باتريك فاليري على موقع قاعدة بيانات كرة القدم.إي يو (الإنجليزية)
- باتريك فاليري على موقع عالم كرة القدم.نت (الإنجليزية)